# Viola Poley
Viola Poley   (Berlín, 13 d'abril de 1955), posteriorment Kowalschek, és una remadora alemanya, ja retirada, que va competir sota bandera de la República Democràtica Alemanya durant la dècada de 1970.
El 1976 va prendre part en els Jocs Olímpics d'Estiu de Mont-real, on va guanyar la medalla d'or en la prova del quàdruple scull del programa de rem. Formà equip amb Anke Borchmann, Jutta Lau, Roswietha Zobelt i Liane Weigelt.
En el seu palmarès també destaca una medalles d'or al Campionat del món de rem de 1977. A nivell nacional va guanyar el títol del quàdruple scull de 1977.